# Super 2000

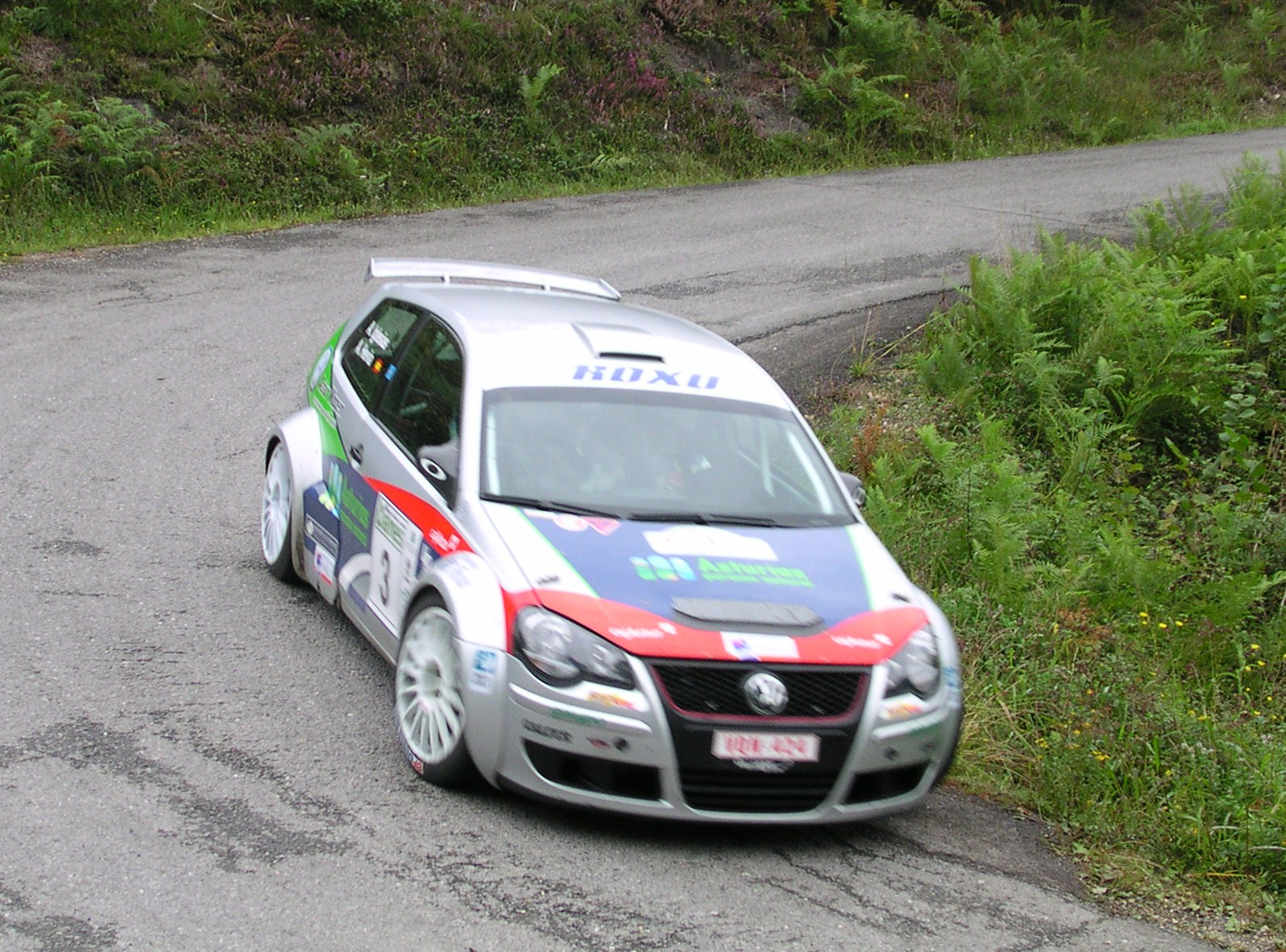
Alberto Hevia con un Volkswagen Polo en el Rallye de Llanes 2007.

Super 2000, abreviado S2000, es una especificación de automóvil de carreras establecida por la Federación Internacional del Automóvil para los automóviles basados en modelos de producción en serie. La categoría se divide en automóviles para rallyes y para turismos.
El objetivo de la Super 2000 es permitir que más fabricantes y equipos privados con presupuestos limitados, tengan oportunidad de reducir costos en la construcción, preparación y mantenimiento de los vehículos de competición.

## Especificaciones
Las especificaciones FIA para los automóviles Super 2000 incluyen las siguientes:
- Debe ser derivado de un modelo de producción, del cual tienen que haberse producido al menos 2.500 unidades un año antes y deberán ser modificados por medio de un Kit previamente establecido.
- El automóvil base debe ser de 4 plazas y estar homologado por la FIA dentro del grupo A.
- El motor debe tener una cilindrada máxima de 2.0 litros, sin sobrealimentación y de menos de 280 CV de potencia máxima. Las modificaciones permitidas deberán estar contempladas dentro del kit de preparación del auto.
- La tracción a las cuatro ruedas se permite en rally, pero no en turismos.
- Caja de cambios secuencial de seis velocidades.
- Suspensiones McPherson.
- Sin ayudas electrónicas para el piloto.
- De 1,8 metros de ancho como máximo.
- El peso mínimo deberá de ser de 1170 kilogramos para los turismos de tracción trasera, 1140 para los de tracción delantera y de 1150 kilogramos para los de rally.
- Debe tener un precio máximo de venta de 168.000 €.[4]

## Rallyes

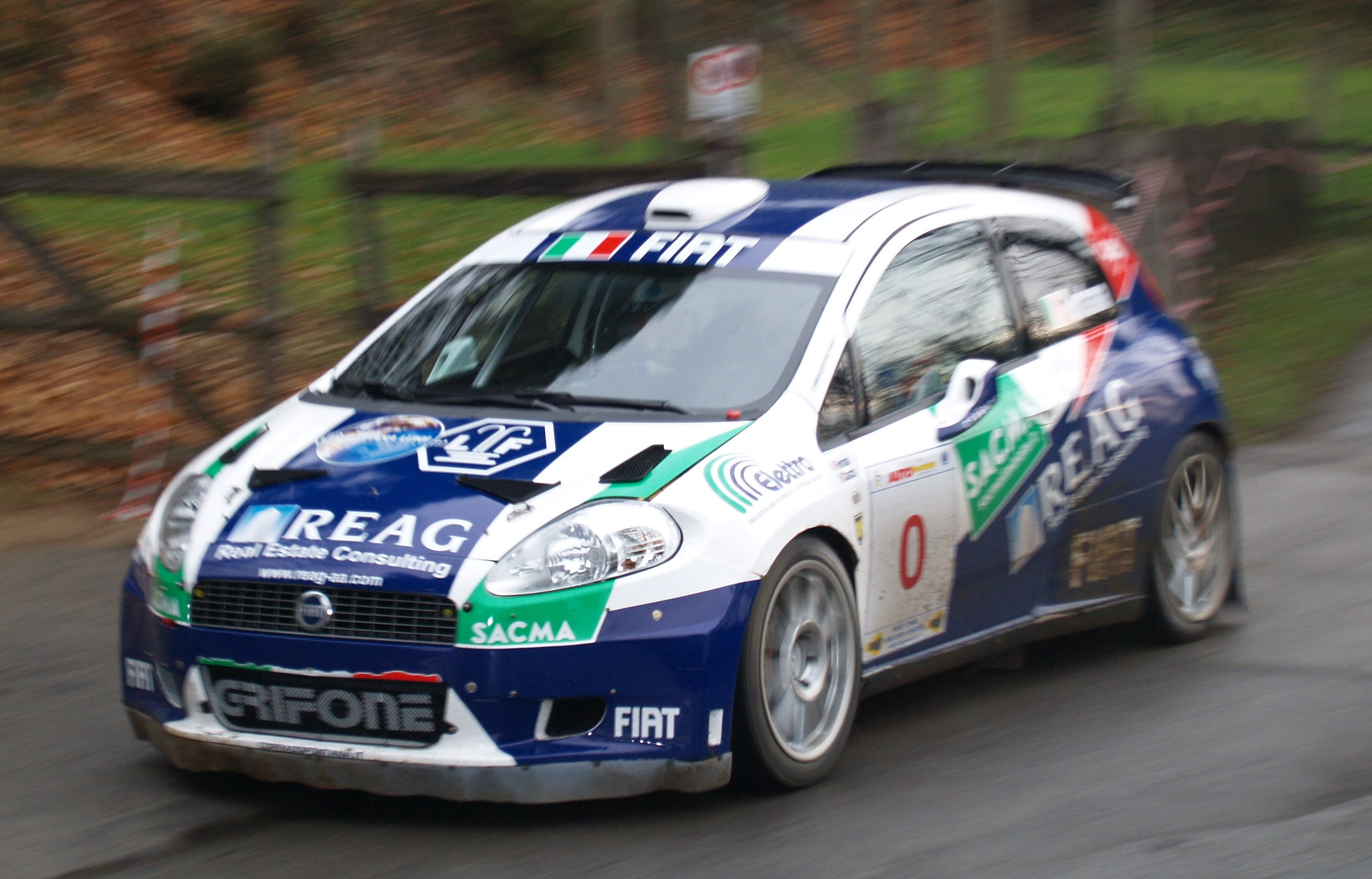
Fiat Grande Punto Abarth S2000, uno de los más populares Super 2000 de Rally.

A nivel mundial, existen dos certámenes de rallyes para Super 2000: el Campeonato Mundial de Rally Super 2000 (desde 2010) y el Intercontinental Rally Challenge (desde 2006); anteriormente eran permitidos en el Campeonato Mundial de Rally de Automóviles de Producción. Allí, los Super 2000 compiten junto a vehículos de otras categorías. Ha habido presencia de numerosas marcas con equipos oficiales, como Abarth, Peugeot, Proton y Škoda, además de equipos privados de Volkswagen, Opel y MG.
Visto el declive que poco a poco va apropiándose del WRC, la FIA ha decidido que los el Campeonato Mundial de Rally adopte a partir de la temporada 2011 un reglamento para sus World Rally Car basado en Super 2000, con motores turboalimentados de hasta 1.6 litros de cilindrada y alerones de mayor tamaño como principales diferencias.
A fines de la década de 2000, los Super 2000 sustituyeron a los Super 1600 y en algunos casos a los World Rally Car como la clase principal en la mayoría de los campeonatos nacionales de rallyes en Europa, entre ellos el Campeonato de España de Rallyes, el Italiano y el Sudafricano.

### Vehículos S2000
| Constructor | Automóvil                    |
| ----------- | ---------------------------- |
| Abarth      | Abarth Grande Punto S2000    |
| Ford        | Ford Fiesta S2000            |
| Lada        | Lada 112 VK S2000            |
| MG          | MG ZR S2000                  |
| Opel        | Opel Corsa S2000             |
| Peugeot     | Peugeot 207 GT S2000         |
| Proton      | Proton Satria Neo S2000      |
| Škoda       | Škoda Fabia S2000            |
| Toyota      | Toyota Corolla S2000         |
| Toyota      | Toyota Auris S2000           |
| Toyota      | Toyota Yaris S2000           |
| Volkswagen  | Volkswagen Polo S2000        |
| MINI        | Mini John Cooper Works S2000 |

Además de los anteriores, existen otras marcas que han desarrollado parcialmente esta clase de vehículos, como Dacia con el Dacia Logan S2000. Además, se espera que otros constructores, como Citroën, Honda o Suzuki -entre otros- desarrollen nuevos coches para esta categoría, además de nuevas versiones de los modelos S2000 ya existentes.

### RRC
Los RRC, acrónimo de Regional Rally Car son una categoría basados en los Super 2000 con motor 1600 cc y turbo con brida de 30 mm y son un paso intermedio entre los S2000 y los World Rally Car. Los automóviles que llevan esta configuración pueden pasar de WRC a S2000 y viceversa con aplicar unos cambios relativamente pequeños. Algunos vehículos que cuentan con esta preparación son el MINI o el Ford Fiesta S2000.

## Turismos

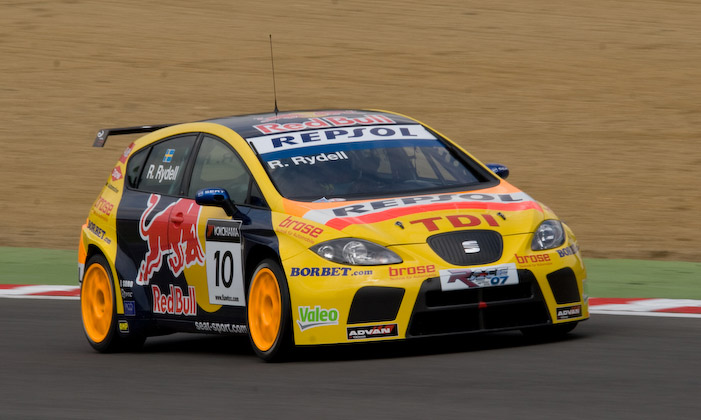
SEAT León TDI S2000; el León es uno de los más populares Super 2000 de las competencias de autos de turismo.

Los automóviles con especificaciones S2000 para turismo, son utilizados principalmente en el Campeonato Mundial de Turismos, que cuenta actualmente con cinco fabricantes: BMW, SEAT, Chevrolet, Volvo y Lada. Numerosos campeonatos nacionales de turismos usan este reglamento, entre ellos el Campeonato Británico de Turismos y el Campeonato Sueco de Turismos.
Los siguientes constructores tienen un automóvil S2000 de turismos en producción o están trabajando en él para producción en fecha cercana:
- BMW 320si
- SEAT León / SEAT León TDI
- Chevrolet Cruze
- Chevrolet Lacetti
- Citroën C-Elysee
- Fiat Punto Abarth S2000
- Alfa Romeo 156
- Vauxhall Vectra
- Honda Accord
- Honda Civic Type R
- Peugeot 407
- Peugeot 307
- Volvo C30
- Lexus IS200
- Lada 110